# José Rosa Ara
José Rosa Ara y Robles (Tacna, 1790-Tacna, 1868) fue un cacique y prócer de la independencia del Perú. Al lado de su padre Toribio Ara participó en la rebelión de Tacna de 1811 que encabezó Francisco Antonio de Zela y que fue el primer alzamiento patriota surgido en territorio peruano. A él le tocó el merito de ser el primer revolucionario peruano en alzar su arma contra la autoridad española, al atacar el cuartel de caballería realista de Tacna. Pese a la derrota de los revolucionarios, continuó apoyando a la emancipación, hasta la llegada del Libertador José de San Martín. Instalada la República peruana, perdió su cacicazgo debido a la abolición de los títulos hereditarios, pero continuó siendo un rico y respetado miembro de la sociedad tacneña. En 1842 luchó contra la invasión boliviana del sur peruano.

## Biografía
Nació en 1790, en Tacna, como hijo primogénito de Toribio Ara, gobernador y cacique de Tacna, y de María Trinidad Robles, natural de Chuquisaca. La jurisdicción del cacicazgo de Tacna comprendía entonces el territorio situado entre Ilo y Camarones. Originalmente, este cacicazgo había dependido del cacicazgo de Chucuito, en el Collao, cuyo régulo durante la conquista española fue Cattari Apassa, casado con una hija del rey inca Huayna Cápac. Los Ara eran descendientes de dicho matrimonio y por tanto, tenían sangre inca.
Cuando estalló la lucha por la independencia en la América española, José Rosa Ara y su padre Toribio Ara simpatizaron con dicha causa. Debido a la influencia que ambos ejercían en las poblaciones indígenas de las regiones próximas a Tacna, estas también se sumaron a la lucha independentista.
Fue así como, el 20 de junio de 1811, al estallar en Tacna la primera insurrección patriota en suelo peruano, bajo el mando de Francisco Antonio de Zela, los indígenas se sumaron a ella, encabezados por el cacique de Tacna, Toribio Ara y su hijo José Rosa Ara; y por el cacique de Tarata, Ramón Copaja.
José Rosa Ara fue nombrado sargento mayor del Batallón de Naturales, mientras que su padre fue nombrado coronel. Le correspondió ser el iniciador del levantamiento armado, al dirigir el asalto al cuartel de caballería realista acantonado en Tacna. Lo que permitió que Zela llevase a cabo similar operación contra el cuartel de infantería.
Los patriotas de Tacna esperaban el apoyo de los patriotas rioplatenses que avanzaban por el Alto Perú, pero estos fueron derrotados en la batalla de Guaqui, el mismo día en que se producía el alzamiento de Tacna. Al carecer de un apoyo externo, los patriotas tacneños se vieron perdidos y decidieron no resistir. Los realistas recuperaron Tacna y apresaron a Zela, finalizando así la rebelión tacneña. José Rosa Ara fue también apresado, pero se defendió ante la justicia y logró su libertad.
Posteriormente, José Rosa Ara apoyó cautamente la segunda rebelión de Tacna, que estalló en 1813 y que fue encabezada por los hermanos Juan y Enrique Paillardelli, y el alcalde de Tacna Manuel Calderón de la Barca. Este último estaba casado con María Toribia Juana Ara, hermana de José Rosa Ara.
El Libertador José de San Martín, al dar cuenta de las personas que apoyaron a la causa emancipadora en Tacna, se expresó así de los Ara:

"El Gobernador cacique del pueblo don Toribio Ara, patriota decidido, con gran influjo, casado, con bastante familia y con más regular fortuna; don José Rosa Ara hijo del anterior y heredero del cacicazgo de Tacna, buen patriota , actuó en connivencia con Zela, y en 1813 con Paillardelle y Calderón de la Barca; fue éste el primero que desnudó su acero y se enfrentó a las tropas realistas seguido por sus fieles indios que se apoderaron del cuartel de la caballería , hecho lo cual, Francisco Antonio de Zela opera contra el cuartel de la Infantería culminando así el primer movimiento emancipador.

En 1821 sucedió como cacique de Tacna a su padre Toribio Ara. Se mantuvo en dicho cargo solo por unos años, pues el Libertador Simón Bolívar, como dictador del Perú, dispuso en 1825 la abolición de los títulos hereditarios, entre los que se encontraban los cacicazgos.
Pese a todo, continuó siendo una notable personalidad del sur peruano; aún se mantiene en pie la casona colonial de los Ara, cuyo retocado y mobiliario conserva el gusto arquitectónico de los primeros años del Perú republicano.
En 1842 se sumó desde Locumba a la resistencia tacneña contra la invasión boliviana del sur peruano, ocurrida luego de la batalla de Ingavi. Contribuyó al triunfo peruano en el combate de los Altos de Chipe.
Falleció en 1868, a la avanzada edad de 78 años. El 20 de junio de 1961 se inauguró su busto en el Panteón Nacional de los Próceres, junto al de Francisco Antonio de Zela. En su memoria, una institución educativa de Tacna lleva su nombre.